# Stenomesson flavum
Stenomesson flavum là một loài thực vật có hoa trong họ Amaryllidaceae. Loài này được (Ruiz & Pav.) Herb. miêu tả khoa học đầu tiên năm 1821.